# Adolf Lubich von Milovan

Adolf Lubich Edler von Milovan

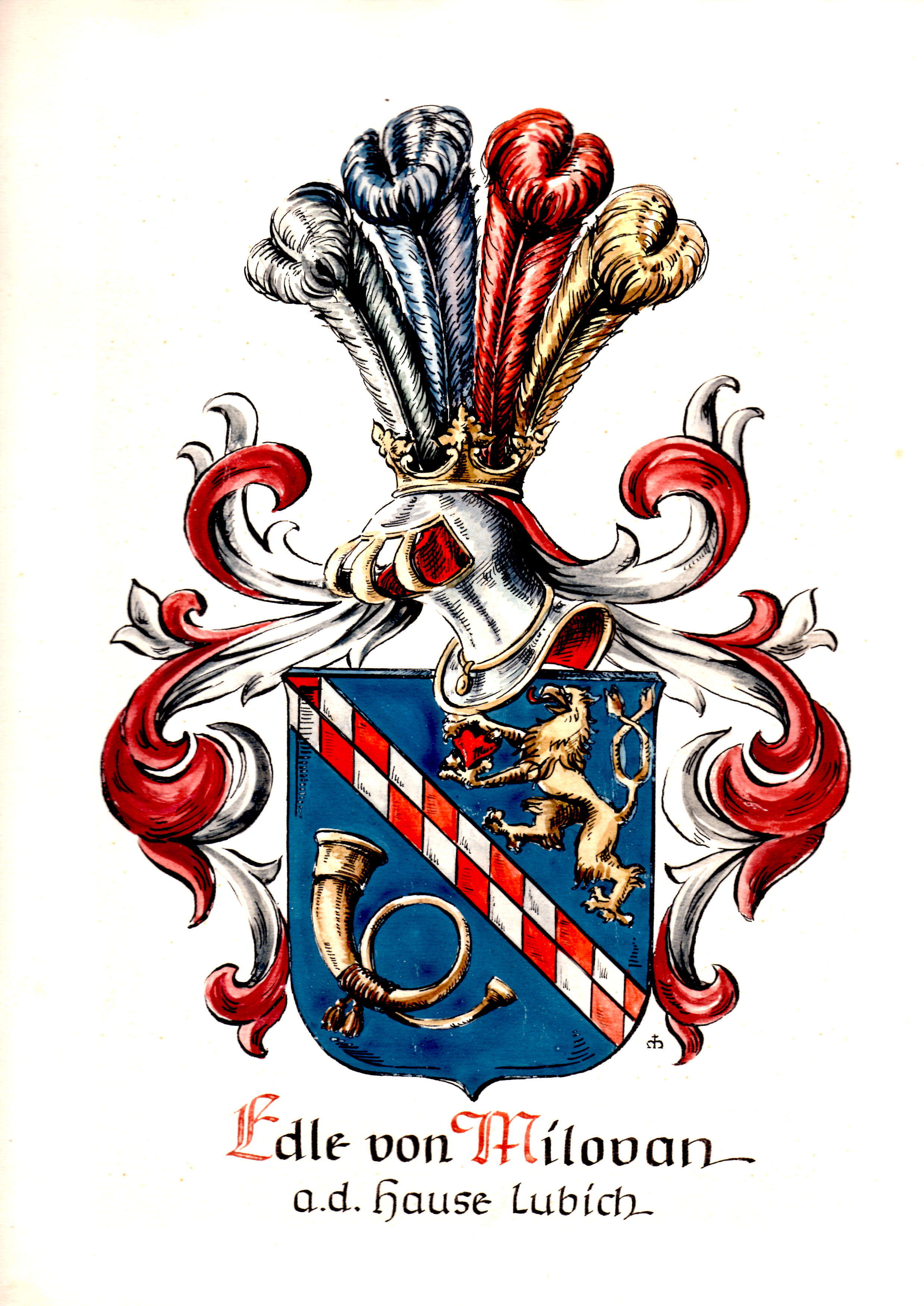
Wappen Edle von Milovan Haus Lubich

Adolf Lubich Edler von Milovan (* 4. Februar 1819 in Königgrätz; † 1. Mai 1901 in Wodnian) war ein österreichisch-ungarischer Generalleutnant der k.u.k. Armee und Gutsbesitzer in Böhmen.

## Leben
Lubich entstammt einer alten böhmischen Familie und wuchs als Sohn von Karl Lubich dem Magistrats- und Kriminalrat von Königgrätz auf. Er verbrachte seine Jugendjahre in Königgrätz, wo er maturierte. Er erhielt eine militärische Ausbildung und diente zunächst im Infanterieregiment. Während seiner militärischen Karriere fungierte Lubich als Korps-, Armee- und Armeegruppenkommandant. 1870 wurde er in den Adelsstand mit dem Prädikat „Edler von Milovan“ erhoben. Nach der ehrenvollen Demission zog Lubich sich auf das Gut der Familie in Wodnian zurück. Seine Familie lebte in Russland.

## Militärisches Wirken
Lubich wirkte in diversen Regimentern der k.u.k Armee in leitender Funktion. U. a. in den Infanterieregimentern Nr. 25 „Baron von Wocher“ und Nr. 19 „Kronprinz Erzherzog Rudolf“.
Er kämpfte in den Oberitalienischen Freiheitskriegen 1848, 1849 unter Graf Radetzky und Baron von Wocher im Infanterieregiment Nr. 25 gegen das italienische Heer unter Karl Albert I u. a. bei Pastrengo. Weiter war er an den Kämpfen gegen die italienische Krone in Oberitalien 1859 beteiligt. 1866 endete der italienische Versuch (Dritter Italienischer Unabhängigkeitskrieg), Venetien militärisch zu erobern, mit einer Niederlage in der Zweiten Schlacht bei Custozza. Lubich war im Infanterieregiment Nr. 19 „Kronprinz Erzherzog Rudolf“ in die Schlacht bei Custozza involviert, wo den Österreichern ein glücklicher Sieg gelang. Lubich wurde zum Generalleutnant befördert und in den Adelsstand erhoben.

## Familie
Am 18. August 1851 heiratete Major Lubich in Wodnian Leopoldine Giresch. Das Ehepaar hatte 13 Kinder, unter anderem Emil (* 1852), Oskar (* 1853) und Karl (* 1854).
Sein Sohn Oskar schlug ebenfalls die militärische Karriere ein und nahm als Kommandant des Linienschiffs HMS Krähe an der Blockade Zyperns teil. Der Sohn Emil wurde Stadtbaumeister in Opava. Der Sohn Karl widersetzte sich den Erwartungen der Familie, ebenfalls in den Staats- oder Militärdienst einzutreten. Er wanderte nach Riga aus und gründete eine erfolgreiche Bierbrauerei.